# Пјано дел Лаго (Потенца)
Пјано дел Лаго (итал. Piano del Lago) је насеље у Италији у округу Потенца, региону Базиликата.
Према процени из 2011. у насељу је живело 24 становника. Насеље се налази на надморској висини од 782 м.